# Libera (association)
Pour les articles homonymes, voir Libera.
Libera. Associazioni, nomi e numeri contro le mafie (en français : « Libres. Associations, noms et nombres contre les mafias »), plus connue sous le nom de Libera, est une organisation non gouvernementale italienne fondée officiellement le 25 mars 1995. Libera œuvre dans la lutte contre les organisations mafieuses, la promotion de la légalité démocratique et l'éducation à la citoyenneté. L'association est également active dans la valorisation des biens confisqués aux organisations criminelles.

## Historique
L’association Libera est fondée par le prêtre Luigi Ciotti, également initiateur du Gruppo Abele, une organisation dédiée à la lutte contre les dépendances et la marginalisation sociale. Ciotti publie également la revue spécialisée Narcomafie sur les phénomènes criminels liés aux trafics de drogue.
Libera naît le 25 mars 1995 en tant que réseau fédérant environ 300 associations, dont l’ARCI, le ACLI, Legambiente, la FUCI, le Gruppo Abele ou encore la CGIL. Elle se constitue dans un contexte de forte mobilisation civile après les assassinats de personnalités engagées contre la mafia, notamment Giovanni Falcone et Paolo Borsellino en 1992.
Aujourd'hui, l'association Libera fédère près de mille associations dans l’ensemble de la péninsule italienne. L'ambition du collectif est entre autres de structurer les mouvements antimafia en rapprochant les victimes des mafias et en faire le moteur de l’initiative.

## Objectifs
Libera a pour mission de mobiliser la société civile contre la criminalité organisée et de promouvoir la construction d'une communauté alternative aux mafias. Ses principaux objectifs sont :
- Promouvoir les droits de citoyenneté et encourager la participation démocratique des citoyens[5] ;
- Diffuser une culture de la légalité démocratique fondée sur le respect des droits humains et des institutions républicaines[5] ;
- Défendre la justice sociale en luttant contre les inégalités économiques et sociales[5] ;
- Préserver et valoriser la mémoire des victimes des mafias afin de maintenir vivant leur engagement[5] ;
- Combattre l'influence mafieuse sur les territoires en renforçant le tissu social et économique alternatif[5].

## Actions et domaines d’intervention

### Réutilisation sociale des biens confisqués
La revalorisation des biens confisqués aux mafias constitue une part importante des activités de Libera. Selon Antonio d’Amore, fondateur de la communauté thérapeutique "Il Pioppo" et référent émérite de la coordination napolitaine de Libera, « les mafias se combattent aussi, outre les enquêtes policières et judiciaires, en reprenant ce qui a été extorqué par la violence afin de le rendre aux citoyens et citoyennes à  travers les activités à caractère social ». Pour lui, « Il s’agit d’un véritable travail de réappropriation. Lors d’écoutes téléphoniques entre deux camorristes, l’un a dit qu’il valait mieux être arrêté plutôt que de voir ses biens confisqués. On comprend alors l’importance, tant économique que symbolique, de ces biens et l’intérêt de notre travail », conclut-il.
La loi Rognoni-La Torre, qui attend les assassinats de Pio La Torre et de Carlo Alberto dalla Chiesa pour être adoptée en 1982, introduit pour la première fois le délit d’association mafieuse et prévoit une disposition sur la confiscation des biens mafieux. Mais c'est en 1996 que le projet de loi d’initiative populaire baptisée Loi 109/96 promue par l'association Libera et recueillant plus d’un million de signatures, est approuvé au Parlement. Cette loi se concentre sur la réutilisation sociale des biens confisqués aux mafias.
La loi 109, désormais englobée dans le Code antimafia du 7 septembre 2011, prévoit l’attribution du patrimoine et des fonds illégaux saisis à la mafia aux associations, coopératives et municipalités afin de les restituer aux citoyens et citoyennes par le biais d’activités de promotion sociale. En 16 ans, ce sont ainsi plus de 7000 biens immobiliers (appartements, maisons, entreprises et terrains) qui ont pu être réutilisés à des fins institutionnelles ou sociales.

### Libera Terra
L’une des principales initiatives de Libera consiste à coordonner les coopératives agricoles implantées sur les terrains confisqués à la mafia en vertu de la loi 109. Aujourd'hui, plus de 9000 biens et 1000 exploitations agricoles auraient été confisqués, pour une valeur totale dépassant 600 millions d’euros. Libera Terra, émanation de l'association, est fondée dans la perspective plus particulière de valoriser des territoires siciliens difficiles libérés de la mainmise de la mafia. En utilisant des méthodes respectueuses de l’environnement et de la dignité humaine, Libera Terra implique d’autres producteurs partageant les mêmes principes, engagés dans l’agriculture biologique. L'objectif est de restaurer des territoires abîmés par les mafias en créant des entreprises coopératives indépendantes, autonomes et durables. Ces entreprises ont pour but de créer des emplois, d’avoir un impact économique positif et de promouvoir un système économique fondé sur la légalité, la justice sociale et des marchés équitables. Les produits de ces coopératives restituées à la société civile et aux associations sont vendus dans des boutiques romaines ou napolitaines, sous l’enseigne « Saveurs de la légalité ». Libera Terra fonctionne à la manière d'un label qui regroupe actuellement des coopératives dans les régions de Calabre, Campanie, Pouilles et Sicile.

### Éducation à la légalité
Libera intervient dans un réseau national de plus de 4000 écoles et 72 universités et regroupe 15 associations d’éducation civique contre la mafia et le crime organisé. Bénévoles de l’association, magistrats ou membres de famille de victimes de la mafia tentent, par leurs témoignages, de faire comprendre aux jeunes générations les racines du phénomène mafieux et de transmettre les valeurs de légalité et de responsabilité citoyenne, comme l’explique Geppino Fiorenza, référent Libera pour la région Campanie: « Notre travail consiste à faire prendre conscience à ces jeunes du phénomène mafieux, savoir qu’il existe et comment il est né et leur expliquer que le plus grand danger ne réside pas forcément dans l’existence de gangs en tant que tel, mais bien dans l’éventuelle collusion avec des individus corrompus de la politique et de l’entreprise ». Il souligne : « notre but est de faire émerger une véritable conscience citoyenne parmi nos interlocuteurs, pour qu’ils arrivent à se dire si quelque chose me semble injuste, je dois le dire et je dois lutter contre cela par mon action quotidienne, aussi minime soit-elle ».

### Mémoire des victimes
Un autre objectif de l’organisation est de maintenir vive la mémoire des victimes. Depuis 1996, le 21 mars est devenue la journée nationale de mémoire et d’engagement en souvenir des victimes innocentes des mafias, victimes du droit, d’actes terroristes ou de tueries (cf. Journée nationale de la mémoire et de l’engagement envers les victimes de la mafia). Chaque année, leurs noms sont énumérés afin ne pas oublier ces disparus des luttes anti-mafias. Chaque année, ces initiatives visant à promouvoir la mémoire des victimes du crime organisé et la légalité, rencontre un grand succès, illustré par exemple par une manifestation d'ampleur au cœur de Naples en 2009.

### Implantation et réseaux
Libera est présente sur l'ensemble du territoire italien, avec 20 coordinations régionales, 75 coordinations provinciales et 295 antennes locales. Son réseau international, Libera International, rassemble 80 organisations partenaires réparties dans 35 pays en Europe, en Afrique et en Amérique latine.
Chaque été, plus de 4 000 jeunes participent aux camps d'engagement et de formation organisés sur les biens confisqués à la criminalité organisée, et environ 1 000 s'investissent dans des projets environnementaux en collaboration avec le Corps forestier des Carabiniers. Plus de 5 000 établissements scolaires et universitaires coopèrent également avec Libera dans la mise en œuvre de programmes d'éducation à la citoyenneté et à la légalité démocratique.

## Organigramme de l'association
La coprésidence de l'association est assurée par Luigi Ciotti e Francesca Rispoli. Le bureau est composé de Gianpiero Cioffredi, Mariano Di Palma, Tatiana Giannone, Sofia Nardacchione et Alberto Vannucci. Les deux présidents honoraires sont Giancarlo Caselli et Nando Dalla Chiesa, fils du général assassiné par Cosa Nostra en 1982.

## Rayonnement
À l'échelle européenne, le mouvement antimafia s'amplifie et se structure. Inspirées par la création en 2010 de l’Agence de gestion et de recouvrement des avoirs saisis et confisqués, sous tutelle des ministères de la Justice et des Finances, des associations et entreprises françaises de l’Économie Sociale et Solidaire souhaitent démontrer qu’elles sont un rempart efficace à long terme contre le crime organisé et la corruption en Europe. Par exemple, l’association Crim’Halt qui voit le jour en février 2015 sous l’impulsion du Dr. Fabrice Rizzoli, dont un des sujets d'étude est la mafia corse. En 2008, l'institut d'études politiques économiques et sociales italien Eurispes classe Libera parmi les cent initiatives d'excellence. En 2014, l'Union européenne décerne à Libera le prix du citoyen européen.
Au-delà de la péninsule, Libera est dotée d’un Spécial Consultative Status par le Conseil économique et social des Nations unies. Du 11 au 12 septembre 2014, Libera a participé à la réunion par les Nations Unies du groupe d’experts sur la gestion, l’utilisation et l’aliénation des actifs gelés, saisis et confisqués. Libera a participé au treizième congrès des Nations Unies sur la prévention du crime et la justice pénale et à la préparation de son quatorzième congrès. Le 24 février 2022, Libera a participé à la session de l’Assemblée générale des Nations Unies.